# Самбуко
Самбу̀ко (на италиански: Sambuco; на окситански: Sambuc; на пиемонтски: Sambuc, Самбук) е село и община в Северна Италия, провинция Кунео, регион Пиемонт. Разположено е на 1184 m надморска височина. Населението на общината е 99 души (към 2010 г.).